# Erwan Seure-Le Bihan
 (mars 2018).
Erwan Seure-Le Bihan, né le 2 décembre 1970 à Lorient (Morbihan), est un illustrateur et un auteur de bande dessinée breton.

## Biographie
À 18 ans, il entreprend une formation de dessinateur par le biais du dessin animé. C'est en revenant d'une formation d'intervalliste chez Walt Disney Animation France qu’il décide d'être dessinateur. Chez Coop-Breizh, il illustre Légendaire Celtique et entreprend ensuite des travaux de reconstitution historique. Le musée de Carnac et l'université de Caen lui confient différents travaux. Il poursuit dans cette voie avec le musée Rolin d'Autun, et les archives départementales de Nantes. En parallèle, il réalise Légendes des Pays Celtiques, chez Coop-Breizh toujours. Inconditionnel de la mythologie comparée, il expose des travaux personnels pour la société de mythologie française aux côtés des comparatistes Bernard Sergent, Claude Gaignebet et Marc Deceneux. En 2009, il publie sa première bande dessinée : Odin. En 2012 paraît le tome 2 d'Odin et en janvier 2015 le tome 5 d'Oracle aux Éditions Soleil. En 2017 débute sa collaboration sur la nouvelle série publiée aux Éditions Soleil, Breizh – Histoire de la Bretagne. 

## Œuvre

### Albums de bande dessinée
- Oracle tome 5 La veuve
- Breizh tome 2 Dessin et couleur d'Erwan Seure-Le Bihan
- Odin, scénario de Nicolas Jarry, dessins d'Erwan Seure-Le Bihan, Soleil Productions, collection Soleil Celtic
  1. Partie 1/2, 2010  (ISBN 978-2-302-01158-8)
  2. Partie 2/2, 2012  (ISBN 978-2-302-02106-8)

### Albums d'illustrations
- Les Dragons, dessins d'Arnaud Boudoiron, Olivier Héban, Paolo Deplano, Gwendal Lemercier, Tregis, Kyko Duarte, Djief, Jean-Paul Bordier, Alain Brion, Pierre-Denis Goux, Valentin Sécher, Rémi Torregrossa et Erwan Seure-Le Bihan, Soleil Productions, collection Soleil Celtic, 2011  (ISBN 978-2-302-01922-5)
- Guerrières Celtes, dessins de Christophe Alliel, Sébastien Grenier, Augustin Popescu, Djief, Aleksi Briclot, Erwan Seure-Le Bihan, Dim. D, Olivier Peru, Gwendal Lemercier, Olivier Héban, Pierre-Denis Goux, Fabrice Meddour, Didier Graffet, Sophien Cholet, Jean-Paul Bordier, Naïade et Mirko Colak, Soleil Productions, collection Soleil Celtic, 2009  (EAN 200-0-00-944290-8)

### Livres illustrés
- Les Celtes en Europe, textes de Maurice Meuleau, Ouest-France, 2002
- Le château fort, texte de Sophie Cassagnes-Brouquet, Ouest-France, 2005  (ISBN 978-2-73733-560-0)
- Les villas gallo-romaines, Ouest-France, 2005
- Vivre en ville au Moyen-âge, Ouest-France, 2005
- Moïse et le judaïsme, Casterman, 2004
- Douze contes pour Youna : Tad-kozh, raconte-moi une histoire…, texte de Polig Monjarret, Coop Breizh, 1999  (ISBN 978-2-84346-093-7)
- Légendaire celtique, texte de Divi Kervella, Coop Breizh, 2001  (ISBN 978-2-84346-137-8)
- Légendes des pays celtiques, scénario de Jakez Gaucher, dessins d'Erwan Seure-Le Bihan, Coop Breizh, 2005  (ISBN 2-84346-241-X)
- Fate of the nornes "Creatrures from fairy-tales and myth" 2018